# アーサー・ダーヴィル
トーマス・アーサー・ダーヴィル（Thomas Arthur Darvill、1982年6月17日 - ）は、イングランドの男優。

## キャリア

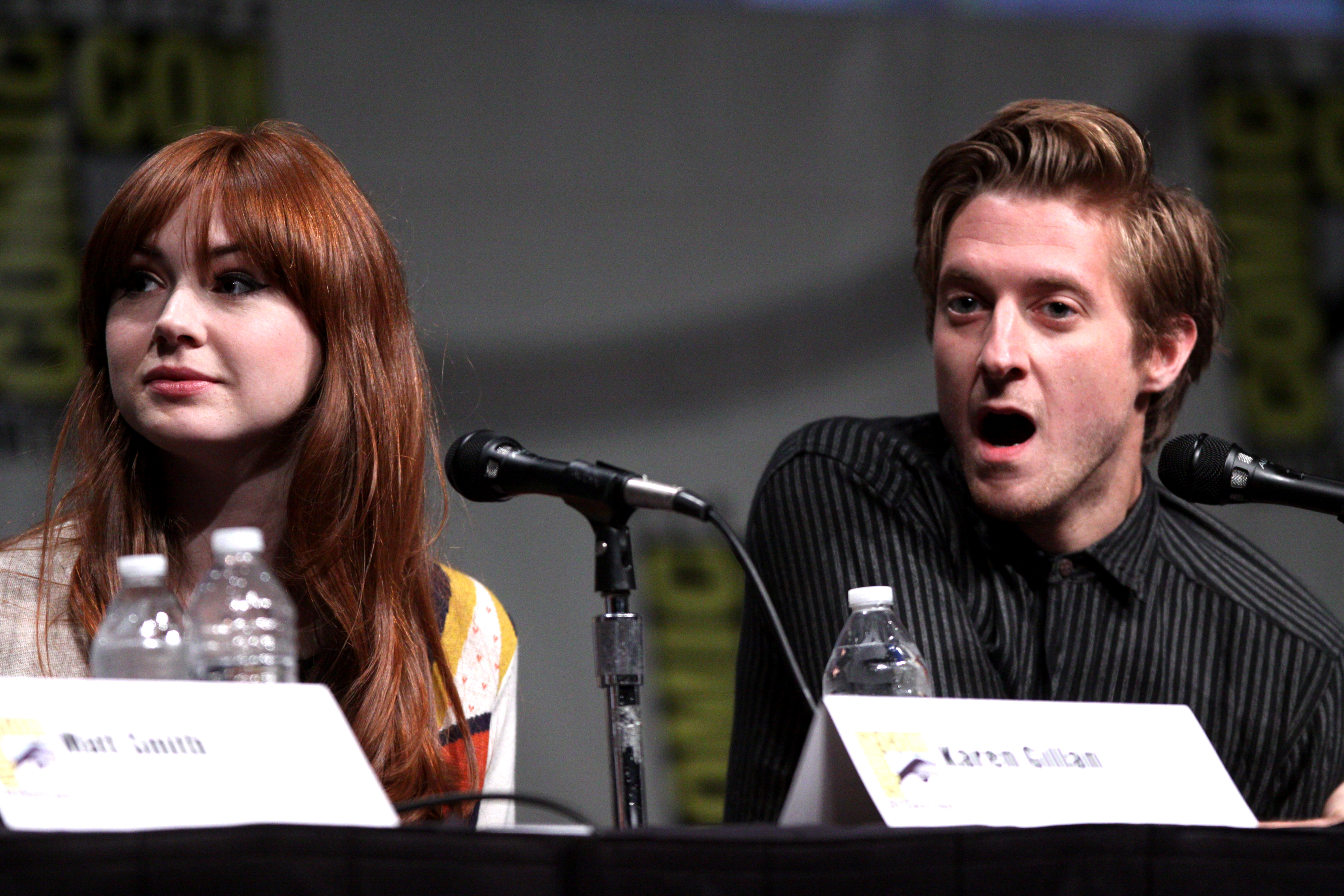
2012年コミコンにて。左はドクター・フーで共演したカレン・ギラン

10歳の時バーミンガムの劇団「Stage2 Youth Theatre Company」に入団 し、以来舞台俳優としても活動している。
2010年から2012年まで、イギリスのBBCのテレビドラマ『ドクター・フー』において、マット・スミス演じる11代目ドクターのコンパニオンにしてカレン・ギラン演じるエイミー・ポンドの夫、ローリー・ウィリアムズ役を務める。一方で、リドリー・スコット監督の『ロビン・フッド』（2010）で馬丁役で出演。英国のロックミュージシャン、イアン・デューリーの人生を描いた映画『セックス&ドラッグ&ロックンロール』（2010）ではイアン・デューリー&ザ・ブロックヘッズのメンバーであるミッキー・ギャラガーを演じた。

## 主な出演作品

### 映画
| 公開年 | 邦題 原題                                                | 役名                 | 備考 |
| ------ | -------------------------------------------------------- | -------------------- | ---- |
| 2010   | Sex & Drugs & Rock & Roll                                | ミッキー・ギャラガー |      |
| 2010   | ロビン・フッド Robin Hood                                | 新郎                 |      |
| 2012   | Doctor Faustus                                           | メフィストフェレス   |      |
| 2015   | ナショナル・シアター・ライヴ 2015「宝島」 Tresure Island | ジョン・シルバー     |      |

### テレビシリーズ
| 放映年    | 邦題 原題                                        | 役名                   | 備考         |
| --------- | ------------------------------------------------ | ---------------------- | ------------ |
| 2008      | リトル・ドリット Little Dorrit                   | ティップ・ドリット     | ミニシリーズ |
| 2010-2012 | ドクター・フー Doctor Who                        | ローリー・ウィリアムズ | 27エピソード |
| 2012      | Pond Life                                        | ローリー・ウィリアムズ | ミニシリーズ |
| 2013      | ホワイト・クイーン 白薔薇の女王 The White Queen  | バッキンガム公         | 2エピソード  |
| 2013-     | ブロードチャーチ〜殺意の町〜 Broadchurch         | ポール・コーツ         | 24エピソード |
| 2016-     | レジェンド・オブ・トゥモロー Legends of Tomorrow | リップ・ハンター       | 24エピソード |